# Pozga
Pozga (prononciation : [ˈpɔzɡa]) est un village polonais de la gmina de Bieżuń dans le powiat de Żuromin de la voïvodie de Mazovie dans le centre-est de la Pologne.
Il se situe à environ 7 kilomètres au sud-est de Bieżuń (siège de la gmina), 19 kilomètres au sud de Żuromin (siège de powiat) et 105 kilomètres au nord-ouest de Varsovie (capitale de la Pologne).

## Histoire
De 1975 à 1998, le village appartenait administrativement à la voïvodie de Ciechanów.